# Agonum sulcatum
Agonum sulcatum är en skalbaggsart som beskrevs av Pierre François Marie Auguste Dejean. Agonum sulcatum ingår i släktet Agonum och familjen jordlöpare. Inga underarter finns listade i Catalogue of Life.